# Краснодарская ТЭЦ
Краснода́рская ТЭЦ — энергетическое предприятие в Краснодаре, Южный федеральный округ. ТЭЦ является генерирующей мощностью «Лукойл-Кубаньэнерго».
В составе непосредственно Краснодарской ТЭЦ блочная часть, состоящая из четырёх блоков открытой компоновки, и неблочная часть, состоящая из шести котлов и пяти генераторов. Совместно с инженерами была построена новая парогазовая установка, пуск которой был произведен 8 октября 2011 года.

## Эксплуатация
Ввод мощностей осуществлялся поэтапно. Первыми были пущены в эксплуатацию турбины и генераторы неблочной части станции. Основным видом топлива в 1950-х годах был уголь. Затем были построены 4 блока, каждый мощностью по 150 МВт. Самыми последними были установлены ныне демонтированные газовые установки, позволяющие поддерживать пиковые нагрузки в сети. Время от запуска ГТУ до подачи тока было не более 40 минут (к сравнению: работа турбины на неблочной части позволяет дать энергию в сеть после 30 часов запуска)
2008 год
Проводился текущий ремонт узлов и агрегатов. В период с 13 по 28 февраля был выполнен плановый средний ремонт котлоагрегата № 2 стоимостью 4,5 млн руб. С 8 до 27 марта был выполнен ремонт котлоагрегата № 3 стоимостью около 4,4 млн руб. До конца года запланированы ремонты всех узлов станции: выполнить также капремонт энергоблока № 4, средний ремонт энергоблока № 1, котлов № 3,6, текущий ремонт энергоблоков № 2,3, турбин № 1,5. Кроме того, будет приведена в порядок инфраструктура предприятия: ремонт внутренних теплосетей, отдельных зданий и сооружений.
Таким образом, ежегодно проводится капитальный ремонт каждого из энергоблоков открытой компоновки и поддерживаются в работоспособном состоянии другие агрегаты станции.
Краснодарская ТЭЦ обеспечивает рабочими местами более 1000 человек, многие из которых являются детьми и внуками первых работников станции.

### Перспективы
В начале 2008 года был озвучен план проекта «Расширение Краснодарской ТЭЦ с сооружением ПГУ-410». По этим планам в марте был проведён ряд предконтрактных совещаний с представителями «Группа Е4» (генподрядчик).
По условиям конкурса генподрядчик выполнит полный цикл работ со сдачей «под ключ»:
- Проектирование,
- Поставка оборудования и материалов,
- Строительство,
- Пусконаладочные работы
- Обучение персонала станции.

Результатом осуществления проекта должно стать увеличение электрической мощности на 410 МВт.
Дополнительно закрыта потребность в увеличении тепловой мощности станции — на 220 Гкал, что обеспечит теплоснабжение около 200 тыс. м² жилья.
Подписание соглашения состоялось в Москве 28 апреля 2008 года.
Тогда же был определён срок проведения работ — до конца февраля 2011 года.
В 2012 году в эксплуатацию был введен блок ПГУ-410.
В состав парогазового блока входит:
- газовая турбина M701F4 (Mitsubishi Heavy Industries) номинальной мощностью 303,4 МВт;
- генератор газовой турбины Mitsubishi Electric с водородным охлаждением;
- паровая теплофикационная турбина Т-113/145-12,4 (Уральский турбинный завод) номинальной мощностью 140 МВт;
- генератор паровой турбины типа ТФ-160-2УЗ мощностью 160 МВт (НПО «ЭлСиб») с воздушным охлаждением;
- котел-утилизатор ЭМА-003-КУ (ОАО «ЭМАльянс»).
Коэффициент полезного действия ПГУ-410 составляет 57 %.
В результате ввода в эксплуатацию ПГУ мощность Краснодарской ТЭЦ увеличилась до 1090 МВт.

## История
Решение о строительстве Краснодарской ТЭЦ было принято ещё в 37-м году, но из-за войны планы пришлось отложить. Главной задачей нового предприятия была подача тепла и электричества на камвольно-суконный комбинат и развивающиеся рядом районы.
На первом этапе работы  провели установку и запуск неблочной части.  Она включала турбогенератор мощностью 25 мегаватт и два котельных агрегата. Над созданием самого крупного в крае энергообъекта трудились больше 2000 человек, в основном бывших фронтовиков.
С самого начала стало понятно, что одного турбогенератора для обеспечения электричеством растущего города не хватит. Поэтому уже через год в июле 55-го ввели в эксплуатацию второй турбогенератор, а в сентябре того же года – ещё один паровой котел. В течение следующих шести лет решением Минэнерго на станции ежегодно вводилось в эксплуатацию новое оборудование.
В 1958 году ТЭЦ, изначально работавшая на донецком угле, была переведена на природный газ, что гораздо экологичнее и более экономично. Резервным топливом стал мазут. К 1961-му году электрическая мощность теплоэлектроцентрали по сравнению с первоначальной увеличилась в 4 раза.
Параллельно по всему краю шло активное строительство трансформаторных подстанций и новых линий электропередач, необходимых для связи с энергосистемами юга России и Закавказья. В 1957-м году объединили энергосистемы России и Грузии. Через год  наладили электрическую связь со Ставропольской, а к середине 60-х и с Ростовской энергосистемами.
Благодаря этому появилась возможность взаимозамещения энергомощностей. Например, сегодня избыточная энергия Ставропольского края и Ростовской области покрывает потребности растущего Краснодара.
Следующим этапом в развитии теплоэлектроцентрали было строительство в 60-е годы  четырёх энергоблоков мощностью по 150 мегаватт. В 70-е Краснодарская ТЭЦ стала полигоном для испытания новых газотурбинных установок. Экспериментальные турбины были способны всего за 45 минут включаться в сеть и набирать полную электрическую нагрузку, вместо 3-4 часов, которые требовались для запуска паровых турбин.
Новые  установки работали для покрытия пиковых нагрузок — с 8 до 11 утра и с 20 до 23 вечера. На тот момент они были самыми мощными в мире. А опыт, приобретённый в Краснодаре, внедряли на многих турбинных заводах страны.
Параллельно со строительством ТЭЦ рос одноименный посёлок для сотрудников предприятия с  необходимой инфраструктурой, парками, домом культуры и летней танцплощадкой.

### Наше время
Краснодарская ТЭЦ - самая крупная кубанская теплоэлектростанция.  Краснодарский край — энергодефицитный, 70% электроэнергии   получает из Ставропольского края и Ростовской области. А из 30% внутренней энергии, 25% дает именно Краснодарская ТЭЦ. Кроме того, наша теплоэлектроцентраль является важным энергетическим узлом для передачи электроэнергии в республику Крым.
В 2012 году на предприятии состоялось знаменательное событие – введена в эксплуатацию генерация нового типа - парогазовая установка мощностью 410 мегаватт. Мощность теплоцентрали тогда выросла примерно на 40%. Несколько деталей, каждая из которых весит не меньше трёхсот тонн доставляли по реке, потому что дороги такую нагрузку не выдерживали. Специально для этого в Краснодаре построили временное сооружение, позволяющее выгружать тяжеловесные и негабаритные грузы.
И снова Краснодарская ТЭЦ стала площадкой для нововведений. Впервые в России  применили газовую турбину мощностью более 300 мегаватт. Применение современного оборудования снизило вредное воздействие станции на окружающую среду и сократило выброс парниковых газов. После запуска нового объекта старая - неблочная часть ТЭЦ была выведена из эксплуатации.
В период с 22-го 24-й годы запланирована модернизация оборудования энергоблоков. 3 из 4-х установок будут полностью обновлены.